# Diodoros Cronos
Diodoros Cronos (Oudgrieks: Διόδωρος Χρόνος) was een Grieks filosoof uit de laatste helft van de 4e eeuw v.Chr. die deel uitmaakte van de School van Megara.

## Biografie
Diodoros was een beoefenaar van de dialectische eristiek en was de leermeester van Zeno van Citium. Over zijn leven is weinig bekend. Diogenes Laërtius vertelt dat Diodoros zijn bijnaam Χρόνος kreeg na een dispuut aan het hof van Ptolemaeus I Soter. Deze vroeg hem een dialectisch raadsel van Stilpon, een van zijn medestudenten, op te lossen. Bij een van diens vragen had hij gevraagd om meer tijd te krijgen om op de vragen te antwoorden. Ptolemeus lachte hem uit en gaf hem vervolgens de bijnaam Χρόνος.
Volgens de overlevering is hij overleden aan de schaamte die hij voelde na dit incident.
Strabo meldt echter het tegenstrijdige verhaal dat Diodoros de naam overnam van zijn leermeester Apollonius Cronos

## Logica
Diodoros is vooral bekend omwille van zijn grote innovaties in de modale logica. Hij zou als eerste een vorm van strikte implicatie hebben geïntroduceerd. Andere van zijn grote leerstellingen lagen - in de traditie van de Megarische school - in sofistische paradoxen. Zo toonde hij onder andere aan dat beweging en bestaan onmogelijk zijn:
- Het onmogelijk kan niet voortkomen uit het mogelijke.
- Een voorbije gebeurtenis kan niet iets anders worden dan wat het is.
- Als een gebeurtenis op eender welk gegeven moment mogelijk was geweest, dan zou uit deze mogelijkheid een onmogelijkheid gevolgd zijn.
- Hieruit blijkt dat de oorspronkelijke gebeurtenis onmogelijk is.

Dit probleem werd later hernomen door Chrysippos, die toegaf dat hij het probleem niet kon oplossen.

## Logische modaliteiten
Diodoros onderscheidt vier logische modaliteiten:
1. Mogelijk is datgene dat waar is of waar zal zijn.
2. Onmogelijk is datgene dat vals is en niet waar zal zijn.
3. Noodzakelijk is dat wat waar is en niet vals zal zijn.
4. Niet noodzakelijk is datgene dat ofwel vals is ofwel vals zal zijn.

Deze modaliteiten verschillen sterk van de modaliteiten die onderscheiden worden bij zijn tijdgenoot Philo de Logicus, die ook deel uitmaakte van de Megarische School.

## Het Meester-argument
Diodoros is ook de ontdekker van het Meester-argument dat bestaat uit drie proposities waarvan één propositie noodzakelijk in conflict is met een van de andere proposities, waaraan ze eigenlijk gelijk is.
Epiktetos heeft van deze paradox in zijn Dissertaties een van de weinige formuleringen gedocumenteerd die bij ons bekend zijn:
1. Alle voorbije ware proposities zijn noodzakelijk.
2. Het onmogelijke volgt niet uit het mogelijke.
3. Iets is mogelijk wat noch juist is noch juist zal zijn.

Diodoros was zich bewust van het conflict en wendde de twee eerste proposities aan om er als conclusie uit te halen dat niets mogelijk is dat niet is noch zal zijn. Op die manier ontkent hij de mogelijkheid van alle bestaan.
Het is mogelijk dat Aristoteles bekend was met dit argument en dat hij er in Hoofdstuk IX van zijn De Interpretatione een ontkrachting van poogt te geven.